# فيروسات سلبية أحادية
الفيروسات السلبية الأحادية (بالإنجليزية: Mononegavirales)‏ هي رتبة من الفيروسات تظم أربع عائلات :
- الفيروسات البورنوية
- الفيروسات الربدية
- الفيروسات الخيطية
- الفيروسات المخاطانية